# Sportverein Eintracht Trier 05 1980-1981
Questa voce raccoglie le informazioni riguardanti lo Sportverein Eintracht Trier 05 nelle competizioni ufficiali della stagione 1980-1981.

## Stagione
Nella stagione 1980-1981 l'Eintracht Trier, allenato da Werner Kern, concluse il campionato di 2. Bundesliga al 8º posto. In Coppa di Germania l'Eintracht Trier fu eliminato al primo turno dal Fortuna Düsseldorf.

## Rosa
| N. |                     | Ruolo | Calciatore       |
| -- | ------------------- | ----- | ---------------- |
|    | Germania (bandiera) | P     | Alfred Wahlen    |
|    | Germania (bandiera) | D     | Reiner Brinsa    |
|    | Germania (bandiera) | D     | Gerd Fink        |
|    | Germania (bandiera) | D     | Detlef Mitscher  |
|    | Germania (bandiera) | D     | Michael Veit     |
|    | Germania (bandiera) | D     | Erwin Zimmer     |
|    | Germania (bandiera) | C     | Harald Aumeier   |
|    | Germania (bandiera) | C     | Ludwig Dahler    |
|    | Germania (bandiera) | C     | Erwin Hermandung |

| N. |                     | Ruolo | Calciatore          |
| -- | ------------------- | ----- | ------------------- |
|    | Germania (bandiera) | C     | Alfons Jochem       |
|    | Germania (bandiera) | C     | Detlef Keller       |
|    | Germania (bandiera) | C     | Klaus-Dieter Lüders |
|    | Germania (bandiera) | C     | Franz Michelberger  |
|    | Serbia (bandiera)   | C     | Mile Novković       |
|    | Germania (bandiera) | C     | Alexander Schwarz   |
|    | Germania (bandiera) | A     | Helmut Bergfelder   |
|    | Germania (bandiera) | A     | Lothar Leiendecker  |

## Organigramma societario
Area tecnica
- Allenatore: Werner Kern
- Allenatore in seconda:
- Preparatore dei portieri:
- Preparatori atletici:

## Calciomercato

### Sessione estiva
| Acquisti | Acquisti          | Acquisti            | Acquisti |
| R.       | Nome              | da                  | Modalità |
| -------- | ----------------- | ------------------- | -------- |
| C        | Harald Aumeier    | Röchling Völklingen |          |
| C        | Alexander Schwarz | Würzburg            |          |

| Cessioni | Cessioni        | Cessioni      | Cessioni |
| R.       | Nome            | a             | Modalità |
| -------- | --------------- | ------------- | -------- |
| C        | Georg Müllner   | VfR Bürstadt  |          |
| D        | Robert Schuster | FC Tailfingen |          |

### Sessione invernale
| Acquisti | Acquisti | Acquisti | Acquisti |
| R.       | Nome     | da       | Modalità |
| -------- | -------- | -------- | -------- |

| Cessioni | Cessioni | Cessioni | Cessioni |
| R.       | Nome     | a        | Modalità |
| -------- | -------- | -------- | -------- |

## Risultati

### 2. Bundesliga

#### Girone di andata
| Arbitro: | Klauser |

|                               |           |                            |
| Mattern 12’, 59’ Nathmann 68’ | Marcatori | 5’ Schwarz 76’ Leiendecker |

| Arbitro: | Werner |

|                                    |           |            |
| Hermandung 63’ (rig.) Novković 84’ | Marcatori | 9’ Sarroca |

| Arbitro: | Schmidhuber |

|                          |           |  |
| Neumann 9’ Bruckhoff 30’ | Marcatori |  |

| Treviri 20 agosto 1980 4ª giornata | Eintracht Treviri | 0 – 0 referto | Friburgo | Moselstadion (4 000 spett.)\| Arbitro: \| Dahler \| |
| Arbitro:                           | Dahler            |               |          |                                                     |

| Kassel 23 agosto 1980 5ª giornata | Hessen Kassel | 0 – 0 referto | Eintracht Treviri | Auestadion (15 000 spett.)\| Arbitro: \| Eli \| |
| Arbitro:                          | Eli           |               |                   |                                                 |

| Arbitro: | Aulenbacher |

|                                    |           |          |
| Hermandung 6’ Leiendecker 66’, 68’ | Marcatori | 71’ Jörg |

| Arbitro: | Matheis |

|          |           |                |
| Loes 60’ | Marcatori | 7’ Leiendecker |

| Arbitro: | Binninger |

|  |           |                                                  |
|  | Marcatori | 44’ Respondek 50’, 63’ Böhni 81’ Kiefer 85’ Hein |

| Arbitro: | Dücker |

|                           |           |                    |
| Hermandung 32’ Zimmer 40’ | Marcatori | 28’ Roth 63’ Todzi |

| Arbitro: | Luca |

|              |           |            |
| Hupp 7’, 80’ | Marcatori | 15’ Lüders |

| Arbitro: | Wohlfarth |

|                                        |           |               |
| Hermandung 33’ (rig.) Michelberger 78’ | Marcatori | 83’ Reisinger |

| Arbitro: | Jupe |

|                          |           |                |
| Schwemmle 36’ Gerber 70’ | Marcatori | 67’ Hermandung |

| Arbitro: | Kühne |

|                                                  |           |                 |
| Leiendecker 7’ Zimmer 28’ Aumeier 50’ Dahler 90’ | Marcatori | 36’, 53’ Krause |

| Friburgo in Brisgovia 31 ottobre 1980 14ª giornata | Freiburger | 0 – 0 referto | Eintracht Treviri | Möslestadion (2 000 spett.)\| Arbitro: \| Messmer \| |
| Arbitro:                                           | Messmer    |               |                   |                                                      |

| Arbitro: | Theobald |

|                                        |           |                      |
| Aumeier 17’ Brinsa 49’ Leiendecker 80’ | Marcatori | 8’ Schwehr 58’ Reich |

| Arbitro: | Boos |

|             |           |                             |
| Schmitz 90’ | Marcatori | 25’ Leiendecker 37’ Aumeier |

| Arbitro: | Aulenbacher |

|                             |           |  |
| Leiendecker 72’ Aumeier 83’ | Marcatori |  |

| Arbitro: | Sahner |

|            |           |             |
| Brehme 19’ | Marcatori | 67’ Aumeier |

| Arbitro: | Hellwig |

|                       |           |  |
| Michelberger 48’, 54’ | Marcatori |  |

#### Girone di ritorno
| Arbitro: | Jupe |

|            |           |  |
| Zimmer 54’ | Marcatori |  |

| Arbitro: | Kuhn |

|                                        |           |  |
| Luy 51’ (rig.) Sarroca 54’ Hofmann 75’ | Marcatori |  |

| Arbitro: | Niebergall |

|                                           |           |  |
| Leiendecker 4’, 61’, 72’ Michelberger 84’ | Marcatori |  |

| Arbitro: | Michel |

|  |           |                             |
|  | Marcatori | 71’ Aumeier 85’ Leiendecker |

| Arbitro: | Matheis |

|             |           |           |
| Aumeier 35’ | Marcatori | 14’ Hampl |

| Arbitro: | Wohlfarth |

|                            |           |                            |
| Förschner 32’ Katsaros 77’ | Marcatori | 78’ Hermandung 90’ Aumeier |

| Arbitro: | Dahler |

|                                                       |           |               |
| Michelberger 2’, 50’ Leiendecker 53’, 73’ Aumeier 72’ | Marcatori | 55’ Teichmann |

| Arbitro: | Brehm |

|                 |           |  |
| Schlindwein 77’ | Marcatori |  |

| Arbitro: | Föckler |

|                         |           |                       |
| Recktenwald 9’ Grub 30’ | Marcatori | 5’ Schwarz 38’ Dahler |

| Arbitro: | Ulm |

|  |           |            |
|  | Marcatori | 50’ Kappes |

| Stoccarda 27 marzo 1981 30ª giornata | Kickers Stoccarda | 0 – 0 referto | Eintracht Treviri | Kickers-Stadion (4 000 spett.)\| Arbitro: \| Schweiger \| |
| Arbitro:                             | Schweiger         |               |                   |                                                           |

| Arbitro: | Scheffner |

|                                                       |           |              |
| Leiendecker 18’, 40’ Dahler 53’ Hermandung 90’ (rig.) | Marcatori | 80’ Hartmann |

| Arbitro: | Schmidhuber |

|                                       |           |  |
| Bein 15’, 79’ Franusch 19’ Trumpf 83’ | Marcatori |  |

| Arbitro: | Eli |

|                               |           |  |
| Leiendecker 1’ Hermandung 17’ | Marcatori |  |

| Arbitro: | Vielsack |

|            |           |                 |
| Szupak 73’ | Marcatori | 46’ Leiendecker |

| Arbitro: | Brückner |

|                                                         |           |                  |
| Novković 14’ Leiendecker 47’ Aumeier 61’ Hermandung 64’ | Marcatori | 37’, 76’ Schmitz |

| Arbitro: | Theobald |

|                 |           |  |
| Schaub 26’, 90’ | Marcatori |  |

| Arbitro: | Joos |

|  |           |               |
|  | Marcatori | 34’ Hanschitz |

| Arbitro: | Föckler |

|                                                |           |  |
| Lenz 27’ Grétarsson 30’ Wagner 32’ Demange 75’ | Marcatori |  |

### Coppa di Germania
| Arbitro: | Kuhn |

|  |           |            |
|  | Marcatori | 73’ Allofs |

## Statistiche

### Statistiche di squadra
| Competizione      | Punti | In casa | In casa | In casa | In casa | In casa | In casa | In trasferta | In trasferta | In trasferta | In trasferta | In trasferta | In trasferta | Totale | Totale | Totale | Totale | Totale | Totale | DR |
| Competizione      | Punti | G       | V       | N       | P       | Gf      | Gs      | G            | V            | N            | P            | Gf           | Gs           | G      | V      | N      | P      | Gf     | Gs     | DR |
| ----------------- | ----- | ------- | ------- | ------- | ------- | ------- | ------- | ------------ | ------------ | ------------ | ------------ | ------------ | ------------ | ------ | ------ | ------ | ------ | ------ | ------ | -- |
| 2. Bundesliga     | 41    | 19      | 13      | 3       | 3       | 41      | 21      | 19           | 2            | 8            | 9            | 15           | 31           | 38     | 15     | 11     | 12     | 56     | 52     | +4 |
| Coppa di Germania | -     | 1       | 0       | 0       | 1       | 0       | 1       | 0            | 0            | 0            | 0            | 0            | 0            | 1      | 0      | 0      | 1      | 0      | 1      | -1 |
| Totale            | 41    | 20      | 13      | 3       | 4       | 41      | 22      | 19           | 2            | 8            | 9            | 15           | 31           | 39     | 15     | 11     | 13     | 56     | 53     | +3 |

### Andamento in campionato
| Giornata  | 1  | 2  | 3  | 4  | 5  | 6  | 7  | 8  | 9  | 10 | 11 | 12 | 13 | 14 | 15 | 16 | 17 | 18 | 19 | 20 | 21 | 22 | 23 | 24 | 25 | 26 | 27 | 28 | 29 | 30 | 31 | 32 | 33 | 34 | 35 | 36 | 37 | 38 |
| --------- | -- | -- | -- | -- | -- | -- | -- | -- | -- | -- | -- | -- | -- | -- | -- | -- | -- | -- | -- | -- | -- | -- | -- | -- | -- | -- | -- | -- | -- | -- | -- | -- | -- | -- | -- | -- | -- | -- |
| Luogo     | T  | C  | T  | C  | T  | C  | T  | C  | C  | T  | C  | T  | C  | T  | C  | T  | C  | T  | C  | C  | T  | C  | T  | C  | T  | C  | T  | T  | C  | T  | C  | T  | C  | T  | C  | T  | C  | T  |
| Risultato | P  | V  | P  | N  | N  | V  | N  | P  | N  | P  | V  | P  | V  | N  | V  | V  | V  | N  | V  | V  | P  | V  | V  | N  | N  | V  | P  | N  | P  | N  | V  | P  | V  | N  | V  | P  | P  | P  |
| Posizione | 16 | 10 | 15 | 14 | 14 | 11 | 10 | 13 | 14 | 14 | 11 | 12 | 11 | 11 | 9  | 9  | 8  | 8  | 7  | 5  | 7  | 6  | 5  | 5  | 7  | 5  | 7  | 5  | 8  | 8  | 7  | 8  | 7  | 7  | 7  | 8  | 8  | 8  |

Legenda:

Luogo: C = Casa; T = Trasferta. Risultato: V = Vittoria; N = Pareggio; P = Sconfitta.

### Statistiche dei giocatori
| Giocatore       | 2. Bundesliga | 2. Bundesliga | 2. Bundesliga | 2. Bundesliga | Coppa di Germania | Coppa di Germania | Coppa di Germania | Coppa di Germania | Totale   | Totale | Totale      | Totale     |
| Giocatore       | Presenze      | Reti          | Ammonizioni   | Espulsioni    | Presenze          | Reti              | Ammonizioni       | Espulsioni        | Presenze | Reti   | Ammonizioni | Espulsioni |
| --------------- | ------------- | ------------- | ------------- | ------------- | ----------------- | ----------------- | ----------------- | ----------------- | -------- | ------ | ----------- | ---------- |
| H. Aumeier      | 36            | 10            | 4             | 0             | 1                 | 0                 | 1                 | 0                 | 37       | 10     | 5           | 0          |
| H. Bergfelder   | 16            | 0             | 1             | 0             | 0                 | 0                 | 0                 | 0                 | 16       | 0      | 1           | 0          |
| R. Brinsa       | 36            | 1             | 6             | 0             | 1                 | 0                 | 0                 | 0                 | 37       | 1      | 6           | 0          |
| L. Dahler       | 31            | 3             | 0             | 1             | 1                 | 0                 | 0                 | 0                 | 32       | 3      | 0           | 1          |
| G. Fink         | 32            | 0             | 1             | 0             | 1                 | 0                 | 0                 | 0                 | 33       | 0      | 1           | 0          |
| E. Hermandung   | 37            | 9             | 6             | 0             | 1                 | 0                 | 0                 | 0                 | 38       | 9      | 6           | 0          |
| A. Jochem       | 22            | 0             | 2             | 0             | 0                 | 0                 | 0                 | 0                 | 22       | 0      | 2           | 0          |
| D. Keller       | 1             | 0             | 0             | 0             | 0                 | 0                 | 0                 | 0                 | 1        | 0      | 0           | 0          |
| L. Leiendecker  | 35            | 19            | 2             | 0             | 1                 | 0                 | 0                 | 0                 | 36       | 19     | 2           | 0          |
| K. Lüders       | 19            | 1             | 7             | 0             | 1                 | 0                 | 0                 | 0                 | 20       | 1      | 7           | 0          |
| F. Michelberger | 36            | 6             | 2             | 0             | 0                 | 0                 | 0                 | 0                 | 36       | 6      | 2           | 0          |
| D. Mitscher     | 1             | 0             | 0             | 0             | 0                 | 0                 | 0                 | 0                 | 1        | 0      | 0           | 0          |
| M. Novković     | 30            | 2             | 3             | 1             | 1                 | 0                 | 0                 | 0                 | 31       | 2      | 3           | 1          |
| A. Schwarz      | 29            | 2             | 4             | 0             | 1                 | 0                 | 0                 | 0                 | 30       | 2      | 4           | 0          |
| M. Veit         | 37            | 0             | 3             | 0             | 1                 | 0                 | 0                 | 0                 | 38       | 0      | 3           | 0          |
| A. Wahlen       | 38            | 0             | 0             | 0             | 1                 | 0                 | 0                 | 0                 | 39       | 0      | 0           | 0          |
| E. Zimmer       | 38            | 3             | 2             | 0             | 1                 | 0                 | 0                 | 0                 | 39       | 3      | 2           | 0          |